# Белькебла, Харис
Харис Белькебла (фр. Haris Belkebla; 28 января 1994, Ла-Курнёв, Франция) — алжирский футболист, полузащитник клуба «Анже». Выступал за сборную Алжира.
Харис — племянник известного в прошлом алжирского футболиста, Юссефа Белькебла.

## Клубная карьера
Белькебла — воспитанник клубов «Булонь» и «Валансьен». Он несколько сезонов отыграл за дублёров последней команды, после чего подписал контракт с «Туром». 8 августа 2014 года в матче против «Труа» Харис дебютировал в Лиге 2. В январе 2015 года в поединке против своего бывшего клуба, «Валансьена» он забил свой первый гол за «Тур».